# 선거

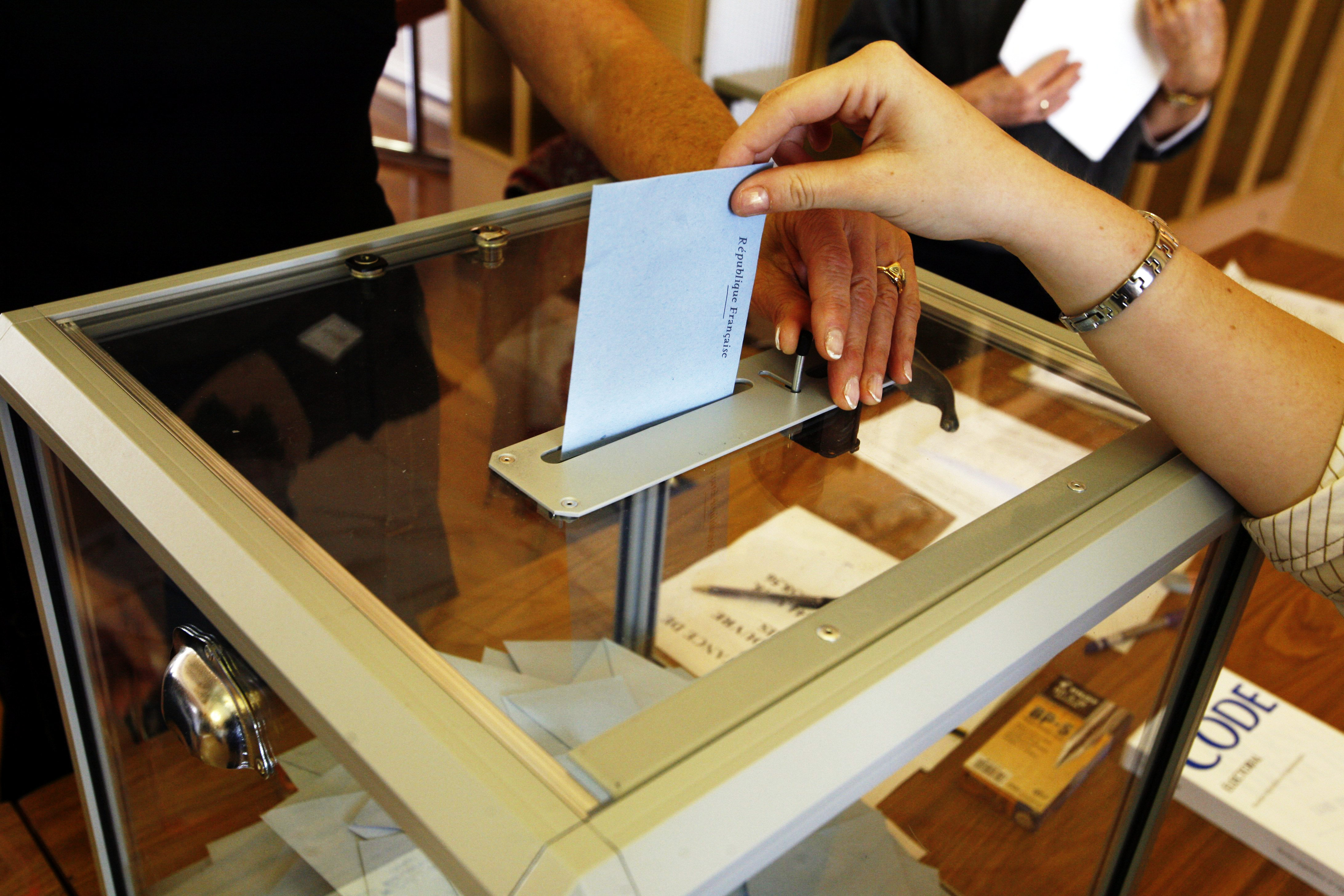
유권자가 투표함에 투표지를 넣는 모습

선거(選擧, 영어: election)는 대중이 공직자나 대표자를 선출하는 의사결정 절차로, 대개 투표를 통해 진행된다. 선거는 17세기 이후 현대의 대의제가 등장하면서 일상화되었다. 이 과정은 동호회에서 조합, 회사에 이르기까지 수많은 다른 개인 단체와 사업 단체에서도 사용된다. 사우디아라비아, 레소토와 같이 국왕이 다스리는 나라는 기본적으로 선거가 없으며, 있다 하더라도 의회선거밖에 없다.

## 역사
선거는 고대 그리스와 고대 로마의 역사 초기에 사용되었으며, 중세 시대를 거쳐 신성 로마 제국의 황제와 교황과 같은 통치자들을 선정하는 데에도 사용되었다.

## 의미
선거는 다수인(多數人)이 일정한 직(職)에 취임할 사람을 선출하는 행위이다. 이것은 반드시 국가기관의 선임에만 국한되는 것이 아니라 노동조합·교회·회사·학교 기타 여러 사회조직이나 집단에서도 널리 행하여진다. 그러나 그 중 가장 중요한 것은 국회의원·대통령 등 국가기관을 선임하는 선거이다. 이 경우 선거는
- 국민의 대표자를 직접 선택 (러시아 상원, 카자흐스탄 상원, 미국 등은 선거인단을 선출해 그들이 대표를 선출한다.)하고,
- 간접적으로는 정부·내각 또는 정치를 선택하며,
- 국가권력의 정당성을 뒷받침하는 기초로서의 기능을 수행한다.

그리고 선거에 참가하는 다수인의 전체를 선거인단(選擧人團)이라 하는데, 선거인단은 합의체(合議體)이므로 선거는 합의체에 의한 지명이라고 할 수 있다. 개개의 선거인이 선거인단의 한 사람으로서 지명에 참가하여 행하는 의사표시를 투표라고 한다. 투표는 보통 서면으로 이루어지지만 반드시 그런 것은 아니다. (기명식 투표나 거수기 투표 등등) 선거인단이 지명한 사람, 즉 당선자는 지명을 승낙함으로써 일정한 직의 신분을 얻는 것이므로 선거는 선거인단과 당선자의 합의로 이루어지는 행위라고 할 수 있다.

## 기본 원칙
현대 민주국가에서 선거의 기본원칙은 보통·평등·직접·비밀 선거의 네 가지이다. 대한민국 헌법도 국회의원 선거나 대통령 선거에서 이 원칙에 따르도록 규정하고 있다. 그러나 사우디아라비아, 오만, 바레인, 이라크 등 중동의 몇몇 이슬람 국가들은 이슬람교 신자 (무슬림)들에게만 선거권을 부여하고, 종파에 따라 표의 가치를 달리하는 제한 선거와 차등 선거를 채택하였고, 공산주의 국가인 쿠바나 조선민주주의인민공화국, 중국 등은 흑백 투표제나 거수 투표 등의 공개 선거를 채택하였으며, 국토가 너무 넓고 한 나라 안에서도 시차가 생기는 나라인 러시아, 브라질, 미국 등은 투표 시간에 문제가 생기지 않도록 간접선거를 채택하였다. 또한, 중국이나 미국 등 인구 1억명이 넘는 나라에서는 개표 시간을 절약하기 위해 직접 선거에서 간접 선거로 바뀌는 경우도 있다.

## 선거 제도
선거 제도(Electoral system)는 고대 그리스·로마의 도시국가나 게르만 부족 사회에서도 실시되었으나, 근대민주주의가 발달하여 의회제도가 보급됨에 따라 국민의 대표기관인 의회를 구성하기 위한 불가결의 수단으로서 그 중요성을 가지게 되었다. 그러나 오늘날 선거는 의회제도가 올바른 기능을 발휘할 수 있도록 하기 위한 수단이 되기보다는 오히려 민의를 대표하고 있다는 구실하에 지배를 정당화시키는 조작도구가 되어 버리는 경향이 있다. 여기에 국민의 의사를 어떻게 의회의 의사로 대표시킬 것인가 하는 수단으로서의 선거의 중요성이 있으며, 의회제도 운용의 성패는 선거의 방법 여하에 달려 있다고 여겨진다.
현대에는 대개 선거를 시행하는 요일이 정해져 있는데, 대부분의 국가에서 선거일이 토요일이나 일요일과 가깝지 않도록 선거를 시행하는 요일이 화요일, 수요일 혹은 목요일이다. 중동 지방의 나라들은 목요일과 금요일을 주말로 보기 때문에 선거를 시행하는 요일이 이슬람교의 화요일, 수요일 혹은 목요일에 해당하는 일요일, 월요일, 화요일인 경우가 많다. 현대에는 선거를 시행하는 달이 정해져 있는데, 많은 나라에서 선거는 보통 11월이나 12월에 시행된다. 대한민국에서 선거는 주로 수요일에 행해지고, 국회의원 선거는 4월에, 지방선거는 6월에 시행한다.
선거에 참여하려는 사람들은 선거일에 본인임을 확인할 수 있는 신분증이 필요하다.

### 대한민국의 선거제도
- 광역의회의원 지역선거구의 획정에 있어서는 인구비례의 원칙과 함께 시·도의원의 지역대표성, 도·농간의 극심한 인구편차 등이 고려되어야 한다.
- 기초의회의원 지역선거구의 허용되는 인구편차는 국회의원지역선거구와는 달리 60% 편차범위가 인정된다.
- 구체적인 선거구의 획정에 있어서 국회는 폭넓은 입법형성의 자유를 가지므로 합리적 이유 없이 투표가치의 평등을 침해하는 선거구 획정은 자의적인 것으로서 헌법에 위반된다.
- 현재의 광역의회의원 지역선거구의 인구편차허용범위는 판례변경 전 국회의원선거구 인구편차 허용범위와 같다.

## 종류
- 선거권의 부여에 따른 구분

- 보통 선거 : 일정 연령 이상 (보통 18~20세)의 모든 주민에게 선거권을 부여. (대부분의 국가에서는 범죄자에게만 선거권을 부여하지 않고, 나라에 따라서는 현역 군인이나 현직 경찰관들에게도 선거권을 부여하지 않는 경우도 있다.)
- 제한 선거 : 재산이나 납세액, 문해, 성별, 인종, 학력, 거주지, 직업, 종교, 혼인 여부 등의 조건을 두고, 조건을 만족시키는 자에게만 선거권을 부여. (예:선거권은 한국어와 영어, 제2외국어 (일본어, 중국어, 독일어, 프랑스어, 러시아어, 스페인어, 아랍어)까지 최소 3개 국어 이상을 아는 자, 재산이 1000만 원 이상인 자, 고졸 이상의 학력자, 불교나 이슬람교를 믿는 자에게만 부여되는 경우) 오늘날 사우디아라비아, 이라크, 시리아, 리비아, 이집트, 예멘 등 중동 국가의 대부분이 채택한 선거 제도 (선거권은 이슬람교를 믿는 사람에게만 부여한다.)가 제한 선거이다.

- 표의 가치에 따른 구분

- 평등 선거 : 모든 투표자의 표의 가치가 평등함. (사우디아라비아나 오만, 바레인, 이라크, 이집트 등 중동에서는 시행하지 않는다.)
- 차등 선거 : 거주지, 재산이나 납세액, 학력, 문해, 성별, 인종, 직업, 종교 (중동에서는 이슬람교의 종파) 등), 혼인 여부, 언어 구사 능력 등 일정한 조건에 따라 투표자 간의 표의 가치가 다름. (이슬람교 신자에게만 선거권을 부여하는 나라에서 종파에 따라 표의 가치를 달리하여 수니파 신도에게는 2표의 투표권을, 시아파 신도에게는 1표의 투표권을 부여하는 방식이나 구사할 수 있는 언어 (모국어 포함)가 7개 국어 이상인 사람에게는 3표의 투표권을, 4~6개 국어만 구사할 수 있는 사람에게는 2표의 투표권을, 구할 수 있는 언어가 4개 국어 미만인 사람에게는 1표의 투표권을 부여하는 방식, 기혼자 (이미 결혼한 사람)에게는 2표, 미혼자 (결혼을 하지 않은 사람)에게는 1표의 투표권을 부여하는 방식이 차등 선거의 대표적인 예이다.)

- 투표 내용의 공개여부에 따른 구분

- 비밀 선거 : 투표의 내용을 투표자 이외에는 알 수 없는 제도. 현재 대부분의 국가에서 시행하고 있다.
- 공개 선거 : 투표의 내용을 제3자 (참관인 등)에게 공개하는 제도. (부정 선거에 많이 쓰인다.) 흑백투표제나 거수기 투표가 그 예이다. (예:북한의 흑백 투표 (黑白投票)제) 과거에는 헝가리, 소비에트 연방, 독일 민주 공화국, 폴란드, 체코슬로바키아, 구유고 연방, 알바니아, 루마니아, 불가리아, 아프가니스탄, 에티오피아, 소말리아, 베냉, 콩고 공화국, 앙골라, 모잠비크, 캄보디아, 몽골에서도 시행되었으나 현재에는 조선민주주의인민공화국, 중화인민공화국, 라오스, 베트남, 쿠바에서만 시행된다.

- 투표자에 따른 구분

- 직접 선거 : 선거권자가 직접 후보자 (월드컵 개최지 선정 투표에서는 후보 국가를, 올림픽 개최지 선정 투표에서는 후보 도시를 선택)를 선택. 단, 둘 이상의 후보가 서로 동률을 이루고 있을 경우에는 재투표를 실시하므로 이 때는 '반간접선거'라고 불린다. (직접선거 국가에서 장애인이 투표를 할 경우에는 장애인용 기표소를 마련하거나 장애인 전용 투표용지를 주는 것으로 배려하는 경우가 있다. 예를 들어, 시각 장애인들을 위한 점자 투표 용지나 지체 장애인들이 휠체어를 타거나 목발을 짚고 들어갈 수 있도록 전용 기표소를 마련하는 경우가 있다.) 현재 대부분의 국가가 직접선거를 따르지만, 중동의 국가들이나, 러시아, 미국 등 국토가 너무 넓고 한 나라 안에서도 시차가 생기는 나라에서는 직접선거보다는 간접선거를 채택한다.
- 간접 선거 : 선거권자가 선거인단을 선출하여 그 선거인단의 투표를 통해 당선자를 결정. (예로 미국 대통령 선거를 들 수 있다. 상당수의 양당제 국가들 중에는 상원의원을 간접 선거로 뽑기도 한다.

- 투표권행사의 강제여부에 따른 구분

- 강제투표제 : 선거권자가 정당한 이유 없이 투표하지 않았을 경우에 일정한 제재를 가하는 제도. (의무투표제가 강제선거이다.)
- 자유투표제 : 선거권자의 선거 참여 여부를 선거권자가 자유로이 선택하는 제도. 임의선거.

- 기표 방법에 따른 구분

- 자서식 투표 : 투표자가 백지 투표지에 투표하고자 하는 후보자의 성명이나 부호 등을 자필로 기입하는 제도. 초기에는 만년필을 이용하였으나, 현대에는 볼펜을 주로 이용한다. (문맹자나 시각 장애인이 있는 경우에는 사용 불가능)
- 기표식 투표 : 후보자의 성명이 미리 인쇄된 투표지에 선거인이 투표하고자 하는 후보자의 란에 일정한 기호를 이용하여 기표하는 제도. 현대에는 대개 도장을 이용한다.
- 투표용지 선택 투입식 투표 : 투표자가 비치된 후보자의 투표용지 중 하나를 선택하여 투표함에 투입하는 제도.
- 전자 투표 : 비교적 최근의 투표 방식으로, 전자 기기를 통하여 후보자를 선택하는 제도. (대한민국에서는 아직 전자투표가 보급되지 않았다.)

- 복수선택 여부에 따른 구분

- 단기투표제 : 투표자가 1명의 후보자를 선택하여 투표.
- 연기투표제 : 투표자가 2명 이상의 후보자를 선호순위에 따라 선택하여 투표.

- 투표장소에 따른 구분

- 투표소투표 : 선거권자가 선거일에 스스로 투표소에 가서 투표. (징병제 국가에서는 선거권을 가진 남자가 군대 등을 원인으로 젊은 남자들은 투표소투표를 경험하는 횟수가 줄어든다. 요즘은 프로 축구 선수 등 운동 선수나 국제선 항공 승무원들도 투표소투표를 경험하지 못하게 되었다.)
- 부재자투표 : 선거권자가 선거일에 투표소에서 투표할 수 없는 경우 (선거권자가 군인이거나 축구, 야구, 농구 선수 등 운동 선수인 경우 등. 오늘날에는 선거일에도 비행을 나가야 하는 국제선 항공 승무원들도 부재자 투표 대상이 된다.)에, 우편이나 대리인 등을 통하여 투표를 대행함. (예:선거일 전날에 해외 여행을 가서 4박 5일 동안 머무른 경우나 선거권을 가진 자가 선거일에 군대에 복무하거나 예비군 훈련을 받아야 하는 경우 등)

- 범주투표와 순위투표

- 범주투표 : 정당에서 제출한 후보자명부만을 선택하여 투표할 수 있는 투표방법.
- 순위투표 : 선거인이 명부상의 후보자에 대하여 선호순위를 부여하여 선택하는 투표방법.

- 유권자의 투표 성향에 따른 구분[5]

- 줄투표 : 여러명의 공직자를 뽑는 투표에서 유권자 한명이 여러 개의 투표용지에 모두 같은 번호로 표를 찍는 현상을 의미한다. 대한민국 과거 지방선거 에서는 이 때문에 혜택을 보는 당들이 나타났다. 1998년 새정치국민회의 소속 고건 전 서울시장과 같은 당 19명의 구청장 후보, 2002년 한나라당 소속 이명박 전 서울시장과 같은 당 22명의 구청장 후보, 2006년 한나라당 소속 오세훈 서울 시장과 같은 당 25명의 구청장 후보의 당선이 대표적인 사례이다.
- 분리투표 : 줄투표와는 반대되는 개념으로써 여러 명의 공직자를 뽑을 시, 각각 다른 번호를 표를 찍는 현상을 의미한다.

## 판례
- 선거운동의 제한은 선거권의 제한으로도 파악될 수 있다.[6]

- 선거권을 제한하는 입법은 선거의 결과로 선출된 입법자들이 스스로 자신들을 선출하는 주권자의 범위를 제한하는 것이므로 신중해야 한다. 범죄자에게 형벌의 내용으로 선거권을 제한하는 경우에도 선거권 제한 여부 및 적용범위의 타당성에 관하여 보통선거원칙에 입각한 선거권 보장과 그 제한의 관점에서 헌법 제37조 제2항에 따라 엄격한 비례심사를 하여야 한다.[7]

- 공직선거법상 후보자가 공직선거법에 위반되는 선거운동을 위하여 지출한 비용은 선거비용에 포함되나, 선거권자의 추천을 받는데 소용된 비용 등 선거운동을 위한 준비행위에 소요되는 비용은 선거비용으로 보지 않는다.[8]

- 헌법 제119조 제2항은 국가가 경제영역에서 실현하여야 할 목표의 하나로서 '적정한 소득의 분배'를 들고 있지만, 이로부터 반드시 소득에 대하여 누진세율에 따른 종합과세를 시행하여야 할 구체적인 헌법적 의무가 조세입법자에게 부과되는 것이라고 할 수 없다.[9]

- 헌법 제119조 제2항에 규정된 '경제주체간의 조화를 통한 경제민주화'의 이념도 경제영역에서 정의로운 사회질서를 형성하기 위하여 추구할 수 있는 국가목표로서 개인의 기본권을 제한하는 국가행위를 정당화하는 헌법규범이다.[10]

- 헌법 제121조는 국가에 대해 '경자유전 원칙의 달성'을 요청하는 한편 '불가피한 사정으로 발생하는 농지의 임대차와 위탁경영'을 허용하고 있는바, '농지법'상 상속으로 농지를 취득하여 소유하는 경우 자기의 농업경영에 이용하지 아니할지라도 농지를 소유할 수 있다.[11]

- 헌법 제123조 제5항은 국가에게 "농,어민의 자조조직을 육성할 의무"와 "자조조직의 자율적 활동과 발전을 보장할 의무"를 아울러 규정하고 있는데, 이러한 국가의 의무는 자조조직이 제대로 활동하고 기능하는 시기에는 그 조직의 자율성을 침해하지 않도록 하는 후자의 소극적 의무를 다하면 된다고 할 수 있지만, 그 조직이 제대로 기능하지 못하고 향후의 전망도 불확실한 경우라면 단순히 그 조직의 자율성을 보장하는 것에 그쳐서는 아니 되고, 적극적으로 이를 육성하여야 할 전자의 의무까지도 수행하여야 한다.[12]

## 같이 보기
- 침묵하는 다수
- 선거법
- 선거권
- 선거연령
- 출마 연령
- 투표
- 조기선거
- 정치 운동
- 사전 투표
- 전자투표
- 여호와의 증인 - 종교적 이유로 선거에 참여하지 않음